# Farcellets de col
Els caulets o col farcida són una mena de mandonguilles de carn picada envoltades amb fulles de col, que es couen a la cassola en un sofregit i se serveixen com a plat o com a acompanyament, en especial de carns de caça. Són típics de la cuina aranesa i de la cuina occitana de muntanya en general. La carn més apreciada per a aquest plat és la de xai, però també es poden fer amb carn de vedella, o una barreja de vedella i porc, o porc, per exemple. Els farcellets es poden servir sencers o tallats a mitges llunes.